# Roger Lanta
Pour les articles homonymes, voir Lanta (homonymie).

a Compétitions nationales et continentales officielles uniquement.

b Matchs officiels uniquement.
Roger Lanta, né le 16 juin 1908 à Monein et mort le 4 juillet 1990 à Pau, est un joueur de rugby à XV, puis international français de rugby à XIII, évoluant au poste de demi de mêlée, de demi d'ouverture, ou de trois-quarts centre.
Roger Lanta est l'ouvreur titulaire lors de la première édition de la Coupe d'Europe des nations en 1935.
À l'issue de sa carrière, grâce à sa formation en œnologie, il devient viticulteur dans le Jurançon (AOC).

## Biographie
Fils de vétérinaire, Roger Lanta se passionne tout jeune pour l'œnologie et découvre le rugby au sein du SA Monein, le club de sa ville natale. Par ailleurs, son frère aîné Jean Lanta a porté le maillot des Vetos toulousains, avant de devenir président du SA Monein et maire de Monein.
À l'âge de 15 ans, Lanta intègre les Coquelicots de Pau du lycée de Pau, grâce auxquels il fait partie d'une sélection régionale basco-béarnaise qui s'impose face aux étudiants parisiens, performance remarquée.
Lanta débute en équipe réserve de la Section paloise (rugby à XV), et débute trois matches.
Afin de poursuive ses études et ses ambitions en œnologie, le jeune béarnais Lanta rejoint ensuite le lycée viticole de Beaune. C'est ainsi qu'il signe au Club sportif beaunois, club local fondé quelques années plus tôt. Durant ses trois années d’internat, il parvient à faire progresser le club de la 3e à la 1re Série.
En 1927, à l'âge de 20 ans, Lanta intègre l'École nationale supérieure d'agronomie de Grignon. Parmi tous les clubs parisiens qui le sollicitaient, Lanta ne savait lequel choisir. Or cette année-là, la Section disputa un match amical face au Club athlétique des sports généraux, et puisque l'un des joueurs était blessé, les dirigeants firent appel à Lanta, basé à Grignon.

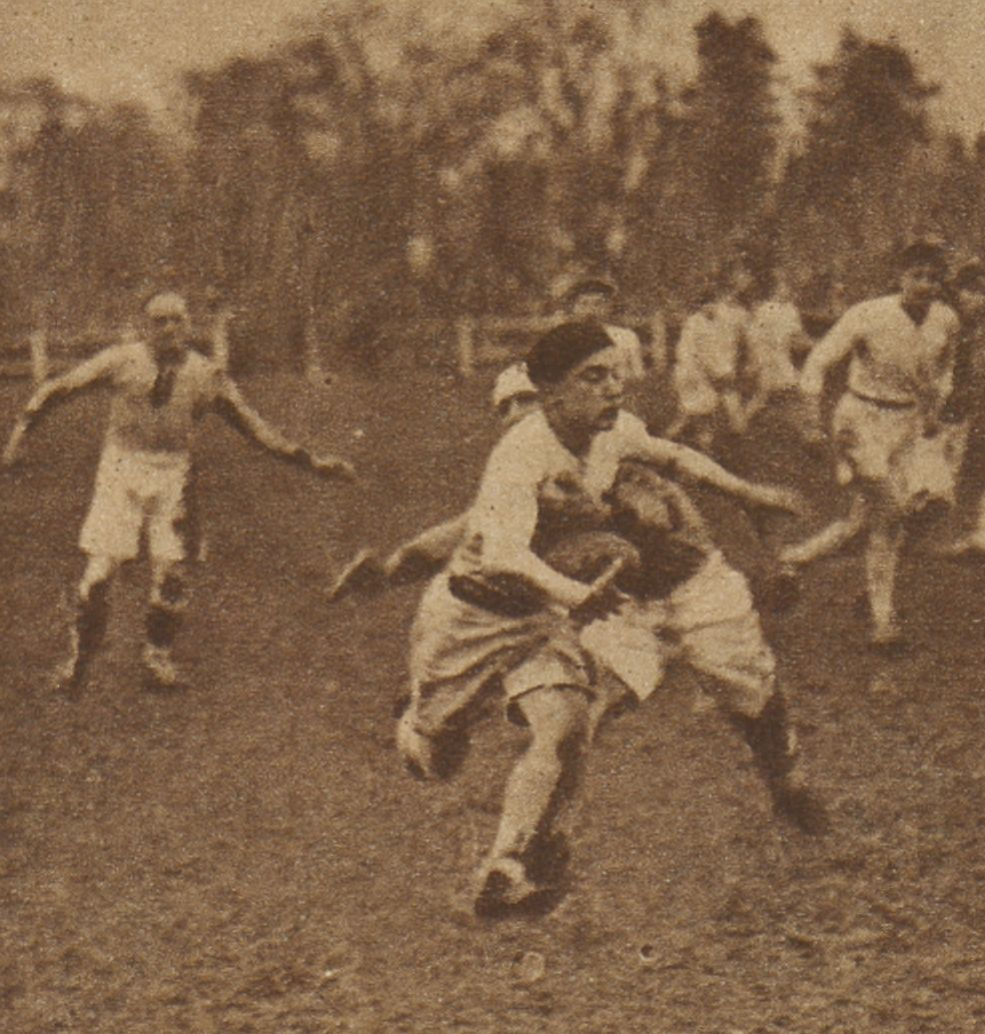
Roger Lanta avec le maillot du CASG

Ayant été repéré par les dirigeants Bernard et Cantetoube des Banquiers du CASG à l'occasion de ce match, Lanta rejoint la colonie béarnaise du stade Jean-Bouin avec l'ailier Thigué, les centres Berdance et Casteran ou l'arrière Guillamon. Lanta fait ses débuts à l'occasion d'un match face au Boucau stade.
Le séjour au CASG de Lanta l'emmène aux portes de l'équipe de France de rugby à XV
Lanta rejoint ensuite son club de cœur de la Section Paloise au lendemain du titre de champion de France 1927-1928.
En 1933, Lanta rejoint son frère en Algérie et joue pour le Rugby Association Sports Algéroise.
Roger Lanta se lance ensuite dans le rugby à XIII en 1934, en rejoignant la nouvelle équipe de Pau XIII. Il intègre l'équipe de France de ce sport en 1935.
À la fin de sa carrière, il devient viticulteur à Monein, dans le vignoble du Jurançon. Par ailleurs, il devient président de l'Amicale des anciens de la Section Paloise.